# Juin 1855

## Événements
- 7 juin, Guerre de Crimée : prise du Mamelon Vert à Sébastopol.

- 11 juin : traité entre les Nez-Percés et le gouvernement des États-Unis.

- 16 juin, France : décret impérial portant autorisation de la Compagnie des chemins de fer de l'Ouest.

## Naissances
- 3 juin :
  - Thecla Åhlander (morte le 8 avril 1925), actrice suédoise
  - Léon Michoud (mort le 4 janvier 1916), juriste français
  - Richard Lamarche (mort le 24 juillet 1934), homme politique belge
  - Henri Brosselard-Faidherbe (mort le 19 août 1893), officier et explorateur français

- 20 juin: Albert Nyssens, homme politique belge († 20 août 1901).

## Décès
- 16 juin : Pierre Félix Trezel, peintre français (° 16 juin 1782).